# Delfina Villar
Delfina Villar (Carrilobo, Córdoba (Argentina), 12 de mayo de 2000) es una jugadora de voleibol de playa argentina, campeona del Campeonato Sudamericano 2017. También compite en voleibol en pista cubierta como defensora y bloqueadora.

## Primeros años
Villar comenzó a jugar al vóley a los 5 años de edad en una plaza de su ciudad cuando junto con su hermana melliza fueron en busca de una profesora y de más niñas para armar un equipo. Años más tarde, Villar fue seleccionada por un profesor de educación física para participar en los Juegos Evita en la disciplina de Beach Vóley donde junto con su hermana melliza se consagraron campeonas argentinas.

## Trayectoria
Inició su carrera en Carrilobo, fue a jugar a Pozo del Molle y luego pasó por el Club Rivadavia, de Villa María, donde jugó todo 2016 hasta que en 2017 fue seleccionada entre 600 varones y mujeres de todo el país para integrar el equipo argentino de Beach Vóley .
Junto con Brenda Churín son jugadoras del Club Estudiantes de La Plata y conforman la dupla argentina de Beach Vóley que representa al país en competencias internacionales.
En 2017, obtuvieron la medalla de oro en el campeonato sudamericano de la juventud desarrollado en Santiago de Chile.
Desde entonces, Villar jugó los mundiales Sub-21 y Sub-19 en Nankín, China, en la antesala de lo que fueran los Juegos Olímpicos de la Juventud de 2018 en Buenos Aires.
En su participación en los Juegos Olímpicos de la Juventud 2018 en Buenos Aires, la pareja Villar-Churín quedó eliminada en octavos frente a España.